# Les Malheurs d'Orphée
Les Malheurs d'Orphée, op.85, est un opéra (ou complainte) du compositeur français Darius Milhaud sur un livret de l'écrivain français Armand Lunel, créé en 1926 à Bruxelles. L'histoire s'inspire du mythe d'Orphée, mais ne suit pas le récit originel autour de la remontée des Enfers, présentant plutôt la mort du personnage.

## Historique
Les Malheurs d'Orphée est le second opéra du compositeur Darius Milhaud, composé entre 1924 et 1926 pendant qu'il était à Paris, à partir d'un livret écrit par Armand Lunel. L'ouvrage est une commande de la princesse Edmond de Polignac, et l'idée de composer un opéra sur le thème d'Orphée est à l'esprit du compositeur depuis le début des années 1920.
Les Malheurs d'Orphée est créé le 7 mai 1926 au théâtre de La Monnaie de Bruxelles, sous la direction du chef d'orchestre belge Maurice Corneil de Thoran. L'opéra est créé en France à Paris la même année, sous la direction de Wladimir Golschmann, avec le soprano Marguerite Bériza (en).
Les Malheurs d'Orphée est créé en première britannique à Londres le 8 mars 1960. En juillet 1962, Les Malheurs d'Orphée est monté au Festival d'Aix-en-Provence, mis en scène par Michel Crochot avec des décors de Jean-Denis Malclès et Robert Massard et Denise Duval en Orphée et Eudyrice. L'ouvrage est monté à Glasgow en 1995. L'opéra est joué en version concert en septembre 2005 à la Cité de la musique par la Philharmonie de Paris avec l'Ebony Band Amsterdam, sous la direction de Werner Herbers. Une production scénique est créée en 2017 au Royal Conservatoire of Scotland sous la direction de Timothy Dean et mis en scène par Kally Lloyd-Jones.

## Description
Les Malheurs d'Orphée est un opéra en trois actes actes en langue française d'une durée d'environ trente-cinq minutes, ce qui en fait un opéra de chambre. La partition est prévue pour deux chanteurs solistes, trois ensembles vocaux et un orchestre de chambre de treize instruments. L'ouvrage est dédié à la Princesse Edmond de Polignac. 

### Rôles
| Rôles                                                                    | Voix    | Créateur |
| ------------------------------------------------------------------------ | ------- | -------- |
| Orphée, un rebouteux                                                     | ténor   |          |
| Eurydice, une bohémienne                                                 | soprano |          |
| Chœurs des Métiers : Le Charron, Le Maréchal, Le Vannier                 |         |          |
| Chœurs des Animaux : L’Ours, Le Loup, Le Renard, Le Sanglier             |         |          |
| Chœurs des Bohémiennes : La Sœur aînée, La Sœur jumelle, La Sœur cadette |         |          |

### Résumé
Orphée, rebouteux du village, est l'époux de la bohémienne Eurydice, et ses clients sont des animaux. Le couple se réfugie dans la montagne pour échapper à la haine jalouse qu'ils sentent monter autour d'eux mais malgré ses soins et ceux des animaux, Eurydice meurt. Orphée, terrassé, revient au village. Les trois sœurs bohémiennes d'Eurydice viennent se venger et le tuent. Orphée hallucine et pense mourir dans les bras de son épouse.

### Orchestration
- Vents : flûte, hautbois, 2 clarinettes, basson ;
- cuivres : trompette ;
- cordes : violon, alto, violoncelle, contrebasse ;
- autre : timbales, batterie, harpe.

## Enregistrements
- Véga, 1957, dir. Darius Milhaud, avec Jacqueline Brumaire en Eurydice et Bernard Demigny en Orphée[7], réédité chez Accord, 2004, avec Le Pauvre Matelot[8].
- Sur Resonanzen, Paul Sacher, Musiques suisses 2006, dir. Paul Sacher.
- Sur Manuel de Falla: El Retablo de Maese Pedro; Darius Milhaud: Les Malheurs D'Orphee; Igor Stravinsky: Renard, ASV, 1991, dir. Robert Ziegler.